# Limón encurtido

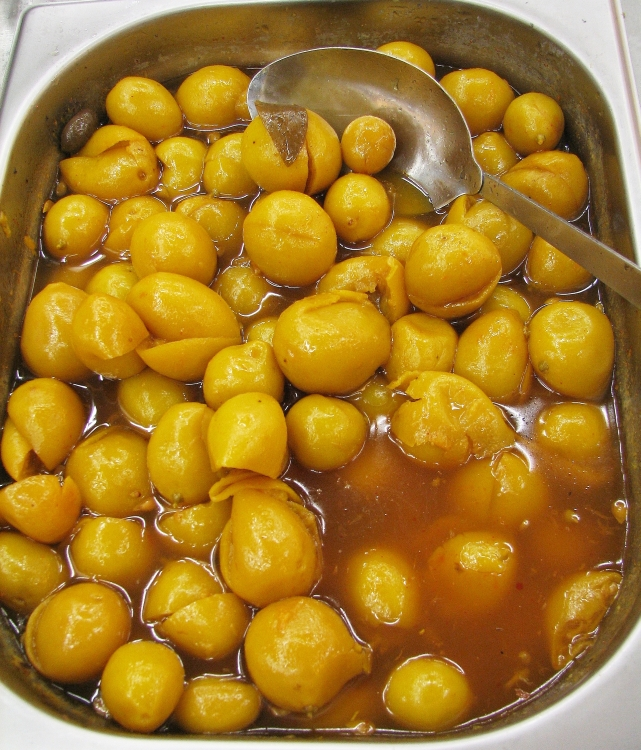
Limones encurtidos listos para ser servidos.

El limón encurtido es una especie de encurtido a base de limones, ingrediente muy característico de la Gastronomía norte africana.. Su preparación es muy fácil y puede durar meses en conserva. Es frecuente encontrar este tipo de preparación en los mercados del Magreb.

## Características
Se trata de poner unos limones, a los que previamente se les ha practicado unas incisiones en los extremos de varios centímetros de profundidad, en abundante sal, como si de un salazón se tratara, en una proporción de 2:1 limones frente a sal. Se dejan en conserva de tres a seis meses para que estén adecuadamente preparados. Algunas recetas alternativas dejan los limones en salazón durante un día y luego se conservan en una mezcla de vinagre, para que no se pongan negros debido a la oxidación, y abundante aceite de oliva. En algunas recetas se menciona también aceite de girasol.

## Usos
Se usa mucho como condimento de ensaladas, pero su uso principal es añadirlo a platos preparados con carne para que pueda dar un aroma y sabor característicos. Se suele incluir en los tajínes vegetales y los platos en los que desean aromatizar el cordero y también en los platos de pollo.